# La California (film)
La California è un film drammatico italiano del 2022 diretto da Cinzia Bomoll.

## Trama
Per riuscire a diventare la donna che vorresti, a volte è necessario metterti nei panni della persona che è il tuo opposto. Bisogna sfidarla, anche se si tratta di una persona che ti è cara. Se poi tutto questo accade in una provincia che si chiama La California, allora è facile che questi suoi abitanti di frontiera rimangano coinvolti nella tua vita, salvandola.
Nella cittadina chiamata La California, si sviluppa questa storia. Un racconto di formazione, ma anche un thriller che rievoca un fatto di cronaca realmente accaduto. La voce fuori campo accompagna lo spettatore in una ricostruzione che diverrà sempre più intricata e densa di elementi. Verrà approfondito il rapporto tra le due sorelle, la realtà che le ha da sempre attorniate e, tra solidarietà e diffidenza, verrà posta un lente d’ingrandimento su un’intera popolazione.

## Produzione
Il film, girato fra San Giovanni in Persiceto, Sant'Agata Bolognese, Molinella, Anzola dell'Emilia, Bologna e Cavriago, ha visto la partecipazione di un cast composto completamente da attori di origine emiliana.

## Distribuzione
Il film è stato presentato il 18 ottobre 2022 fuori concorso alla Festa del Cinema di Roma 2022 ed è stato distribuito nelle sale cinematografiche italiane il successivo 24 novembre da Officine UBU. Il 28 marzo 2024, esce nelle sale in Cile e sulle piattaforme Amazon Prime, Apple TV+, Google Play Film, YouTube.

## Riconoscimenti
- Beverly Hills Festival
  - 2023 - Miglior Film straniero.
- Los Angeles Film Festival
  - 2023 - Miglior ruolo drammatico femminile a Giulia Provvedi.
- New York Neorealism Film Festival
  - 2023 - Miglior Film
- Frida Film Festival
  - 2023 - Miglior Film drammatico.
- Esposimentro d’oro Premio Arri
  - 2023 - Migliore Fotografia a Maura Morales Bergmann.
- Festival Pianeta donna
  - 2023 - Miglior Regia a Cinzia Bomoll.
  - 2023 - Miglior Trucco a Regina Lunelli Pancaldi.
  - 2023 - Miglior Scenografia a Cristina Bartoletti.
  - 2023 - Miglior Fotografia a Maura Morales Bergmann.
- Praga Film Festival
  - 2023 - Menzione speciale.